# Parlamento de Kenia
El Parlamento de Kenia es el órgano que ejerce el poder legislativo en Kenia. Se trata de un órgano bicameral, compuesto del Senado y de la Asamblea Nacional.